# Sankt Basileios av Ostrogs kyrka, Nya Belgrad
Sankt Basileios av Ostrogs kyrka (serbisk kyrilliska: Црква Светог Василија Острошког; latinska: Crkva Svetog Vasilija Ostroškog; kyrkslaviska: Це́рковь Свѧтого Васї́лїѧ Ѻстрожского) är en serbisk-ortodox kyrkobyggnad belägen i stadsdelen Nya Belgrad i Serbiens huvudstad, Belgrad. 
Kyrkan är helgad åt Sankt Basileios av Ostrog och tillhör Belgrads och Karlovcis ärkebiskopsdöme.

## Historik
Sankt Basileios av Ostrogs kyrka i Nya Belgrad började byggas år 1996 enligt ritningar av arkitekt Mihajlo Mitrović. Den stod färdig 2001 och invigdes samma år.
Den är även den första kyrkan som byggts i Nya Belgrad efter andra världskriget.

## Bilder

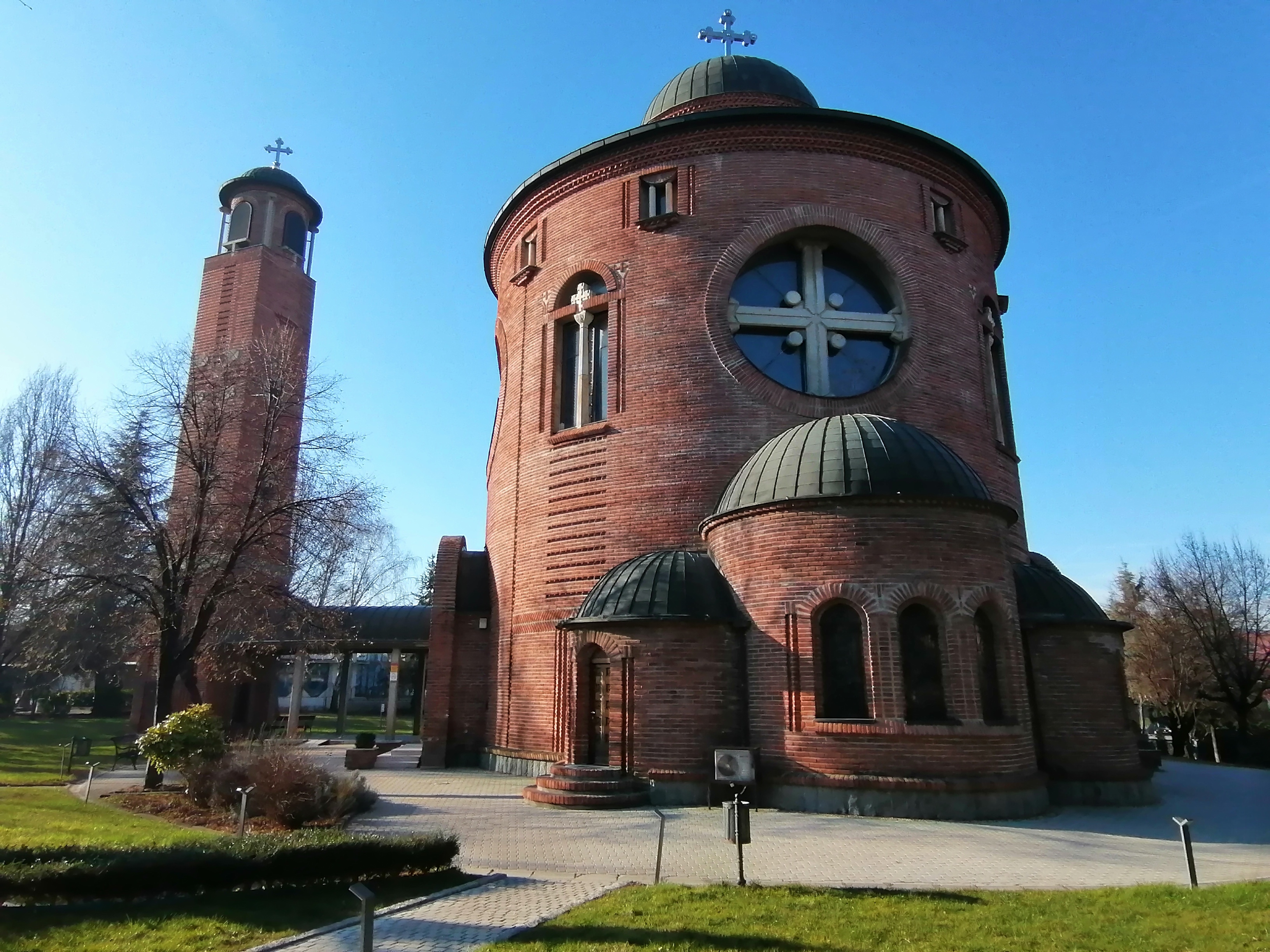
Kyrkans baksida med klocktornet.
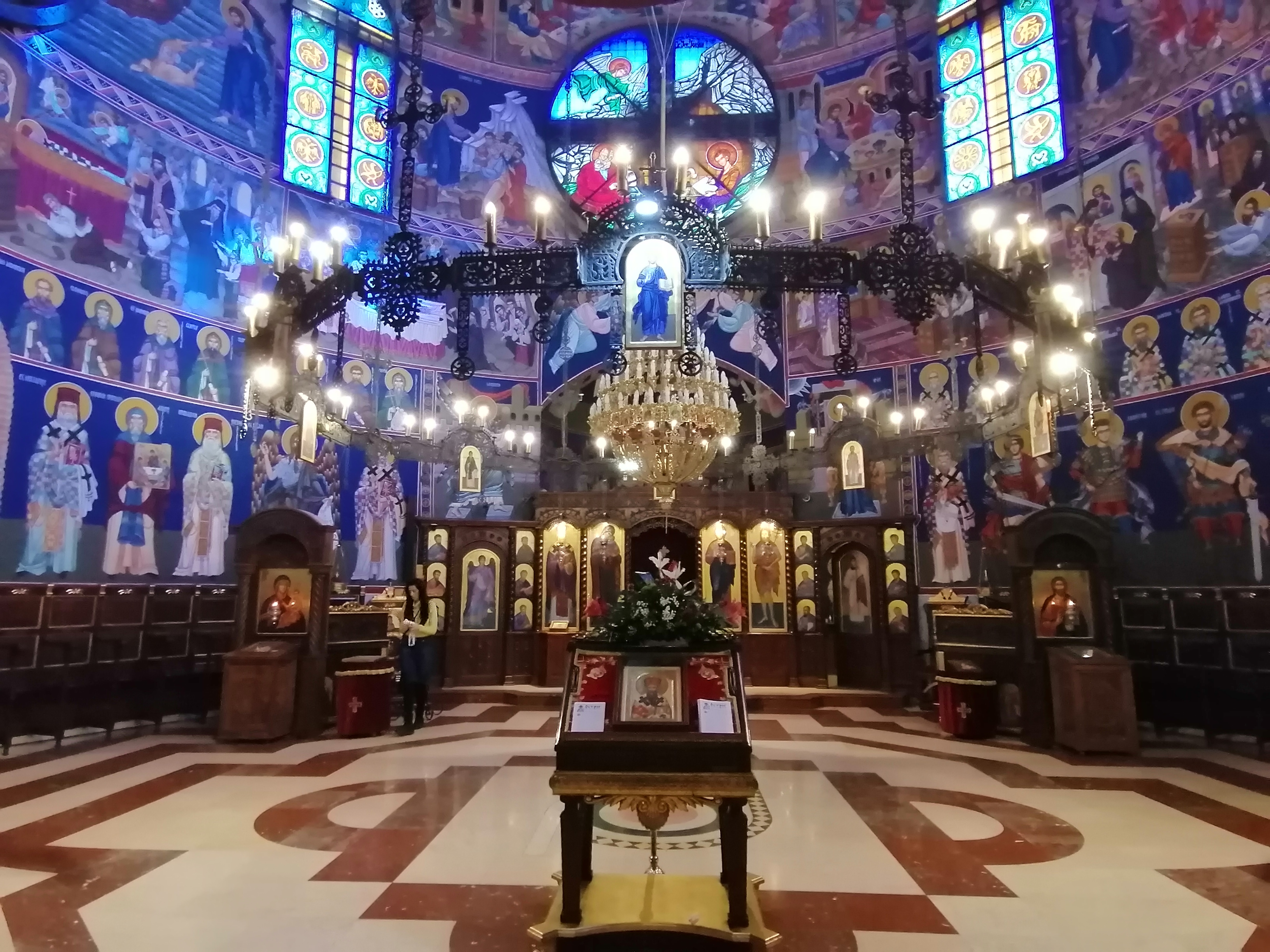
Kyrkans interiör mot ikonostasen.
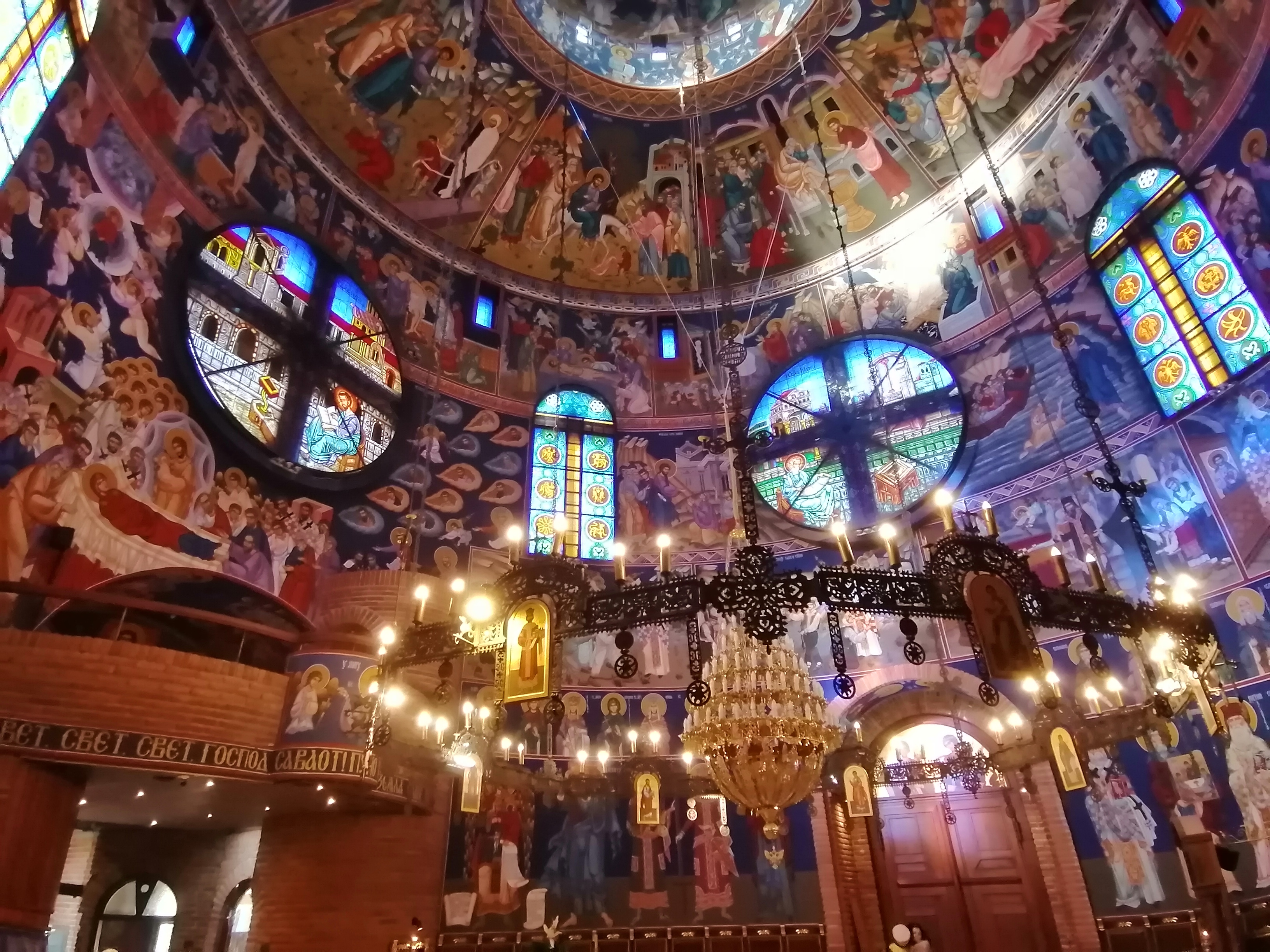
Interiören.
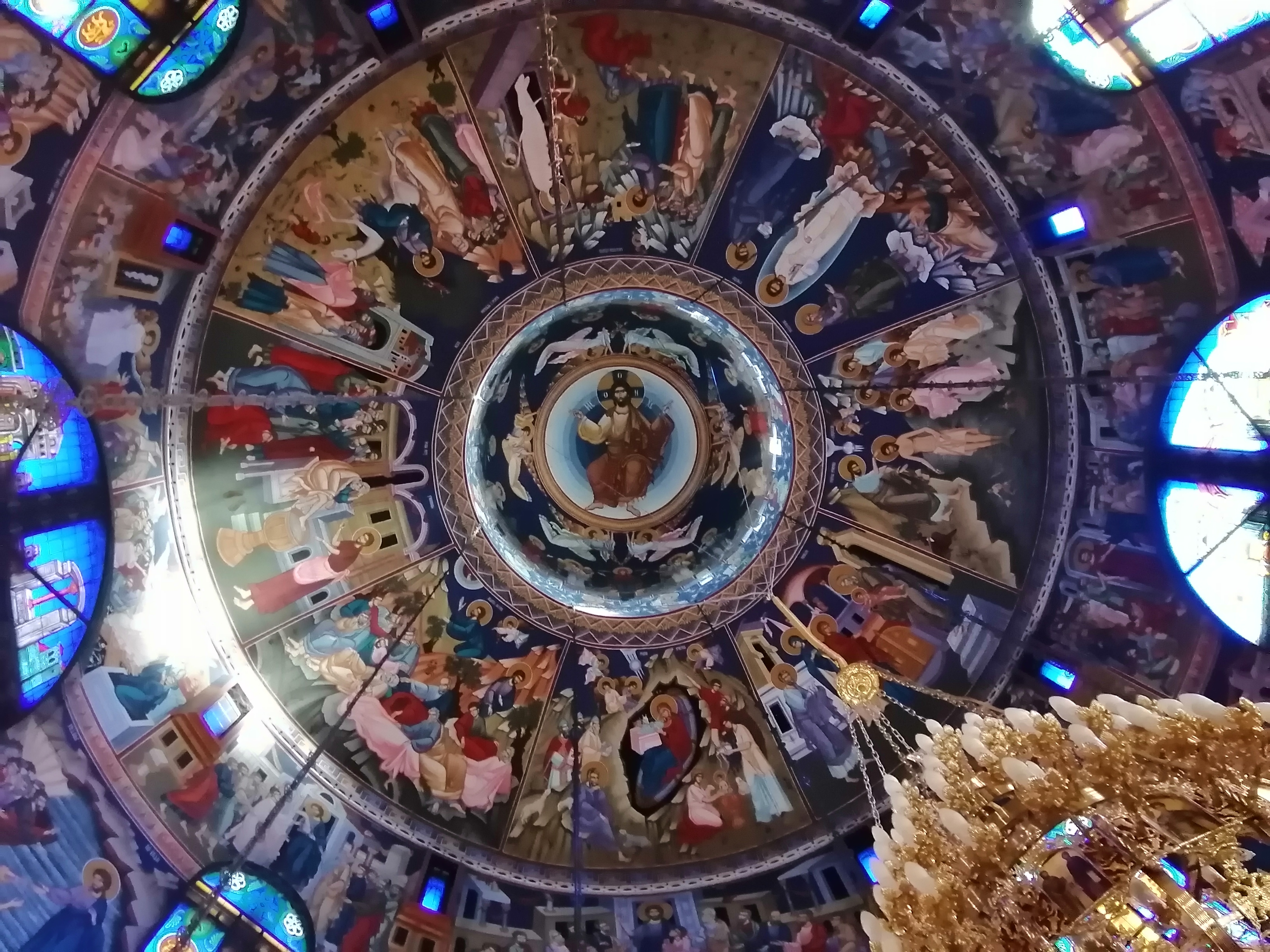
Kupolen inifrån.